# 성백
성백(1975 ~ ) 대한민국의 전위예술가 겸 문화기획자이다.
한국 퍼포먼스 3세대 작가로서 2000년 20대에 이미 한국 전통 재료인 한지와 먹을 전위적으로 재해석한 퍼포먼스 개인전 '나비를 기억하며...'를 인터넷 실시간 중계를 시작으로 자신의 작업을 세계에 알리기 시작하였다.
이후 장르를 넘나들며, 한국화, 탁본, 설치, 조각, 등의 전통적인 형식의 표현기법을 자신 만의 전위적이며 실험적인 퍼포먼스 작품으로 재해석하여 국내보다는 해외에서 먼저 예술성을 인정받아 프랑스, 독일, 아이슬란드 비엔날레, 예술제 등에 초대되었고, 가깝게는 일본. 중국. 대만 등에서 국내외 예술가들과 자유롭게 교류하고 작품을 발표하고 있으며, 부산국제행위예술제, 부산 국제 open arts project등에서 예술감독 및 문화기획자로서 활동을 겸하고 있다.

## 주요 경력
- 부산 국제 open arts project - 예술 감독
- 부산 국제 행위예술제 - 예술 감독
- 부산 국제 아트 캠핑 페스티발 - 예술감독
- 2013 - 2014 산복도로 르네상스 범일 4지구 “이중섭 거리”기획 / 마을 활동가
- 2014 - 2016 부산 서동 미로 시장 문화관광형시장 육성사업단장
- 2017 - 2018 경남 지리산 함양시장 문화관광형시장 육성사업단장

### 개인전
- 2011 부산 독립예술제 초대 퍼포먼스 설치전 up stair 부산
- 2011 조각 개인전“이야기하지 못한 기억” 전 tcc art센타 초대전 서울
- 2011 퍼포먼스 설치 “이야기하지 못한 기억” 전 플레이스 막 서울
- 2000- 2010 Internet Live Performance 6회 진행
- 그룹전 250여회 퍼포먼스 250여회 국내외 초대

### 문화기획
- 2017 함께할 시간들 展 갤러리 MERGE?
- 2010-2017 부산문화재단 지원 국제 레지던스 open arts studio ARTinNATURE 운영
- 2012-2017 부산 국제 아트 캠핑 페스티발 예술감독
- 2015-2017 international openarts project in Busan 총 기획
- 2008-2017 부산국제행위예술제
- 2014 부산문화재단 공공예술 프로젝트 공모 무빙 트리엔날레 Made in Busan 사업 대표
- 2013 Asian Coastline Art Conference 기획 ( 한국, 대만, 태국, 베트남 참가)
- 2013 한국 프랑스 아트 스페이스 교류
- 2013 한국 대만 문화공간 교류 ARTinNATURE & OCAC /art space pingpong 기획
- 2013 한국 프랑스 러시아 아티스트 메칭전
- 2012 부산형 창조 플렛폼 구축 사업 “youth&history 역사 청춘을 만나다” 총 기획
- 2011 왔다갔다 아트페스티발- 후쿠오카 아시아 미술관
- 2010-2011 부산 ARTinNATURE 후쿠오카 art space tetra 국제 교류전
- 2005-2014 부산꽃마을국제자연예술제
- 2009 부산지하철예술제
- 2008-2009 부산의 삶과 전경 전 maching Exhibition
- 2009 공공미술프로젝트 Art in Sunbo
- 2008 제4회 중국 북경 송좡 문화예술제 한국관 기획
- 2007 을숙도 생태 미술 프로젝트 - 사람 그리고 새

## 수상 경력
- 2009 김해 미술 대전 - 특선
- 2003 제비울 미술관 야외조각 공모 작가지원상 수상
- 2002 수원 월드컵 경기장 조각 공원 조성(경기도 조선일보 주체) 청년작가 야외 조각 공모 당선
- 2002 천마산 야외 조각공원 조성 공모 우수상수상 (부산 서구청 주체)
- 1997 대구 미술대전 특선 (대구 시립 미술관)
- 1997 부일 미술대전 입선(부산 문화회관)